# Orhan Ak
Orhan Ak (Adapazarı, 29 settembre 1979) è un allenatore di calcio ed ex calciatore turco, di ruolo difensore.

## Carriera

### Club
Durante la sua carriera ha giocato con numerose squadre di club, tra cui anche il Galatasaray.

### Nazionale
Conta 3 presenze con la Nazionale turca.

## Palmarès

### Giocatore

#### Competizioni nazionali
- Campionato turco: 1

Galatasaray: 2005-2006
- Coppa di Turchia: 2

Kocaelispor: 2001-2002
Galatasaray: 2004-2005